# D2-MAC

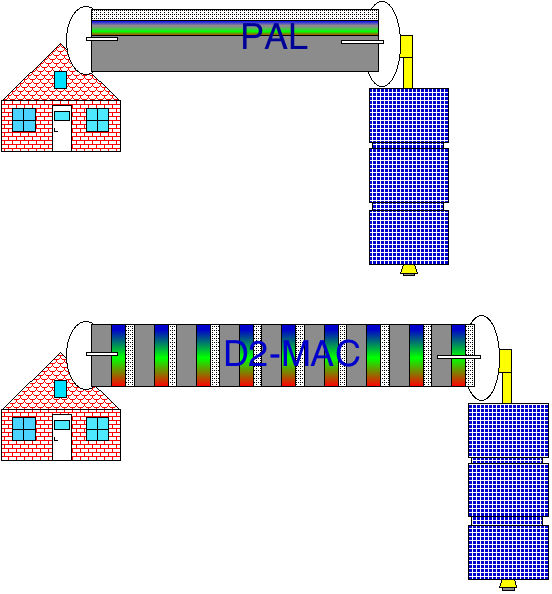
Trasmissione dei componenti del segnale televisivo simultanea (PAL) e in multiplex (D2-MAC).

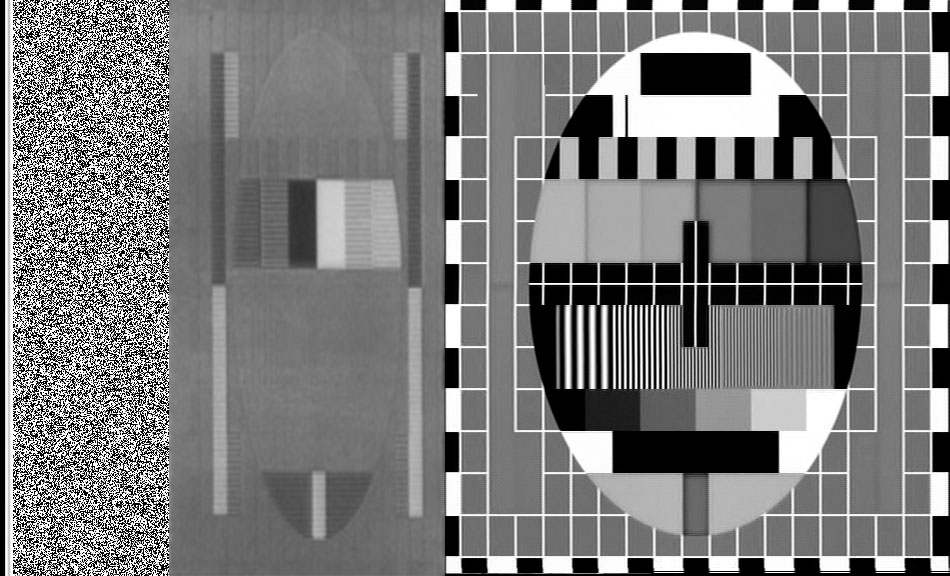
Simulazione di un segnale MAC. Da sinistra a destra: dati digitali, crominanza e luminanza.

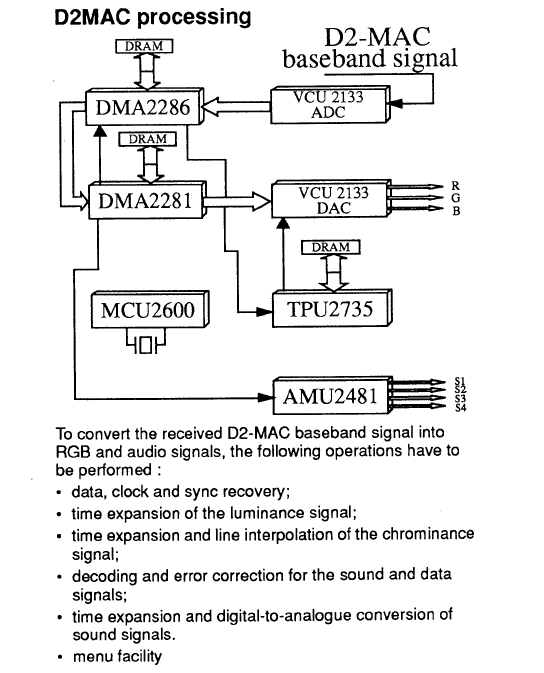
Elaborazione del segnale D2-MAC su un ricevitore satellitare Philips del 1990.

Il D2-MAC è uno standard di trasmissione televisiva progettato per risolvere i problemi di occupazione di banda del D-MAC sui sistemi via cavo europei.

## Aspetti tecnici
Il D2-MAC è un vecchio sistema di criptazione televisiva analogica e, come standard televisivo, è un formato di trasmissione ibrido. Il segnale di luminanza e quello di crominanza sono trasmessi in analogico mentre l'audio e le informazioni di sincroniscmo sono digitali. I componenti del segnale televisivo sono trasmessi separatamente tramite un processo di multiplazione comune agli altri sistemi MAC (Multiplexed Analog Components).
Il D2-MAC prevede un segnale a 625 righe con rapporto d'aspetto di 16:9; rispetto al precedente D-MAC, questo standard:
- ha un Datarate dimezzato {10.125Mb/s};
- ha una larghezza di banda ridotta, circa la metà;
- la qualità percepità è comunque molto simile, ma occupando solo 5 MHz di banda.

Gli standard MAC prevedono l'uso di un sistema standard di codifica, l'EuroCrypt, un precursore del moderno DVB-CSA.

### Composizione del segnale
Ogni linea di segnale è composta da tra componenti, suddivisi come segue:
- Sincronismi/dati/audio, 198 bit, 10 µs
- Crominanza, 17.5 µs
- Luminanza, 35 µs